# Fonte das Águas Férreas
A Fonte das Águas Férreas fica situada na Avenida Robert Smith, freguesia de Fraião em Braga.
Foi uma das primeiras obras do arquitecto Carlos Amarante, datada de 1773.
Foi reaberta em 1997, após a sua completa reabilitação, tendo sido deslocada cerca de cinquenta metros.
A água é considerada mineral, hipo-termal, com altos teores de ferro. Utilizada para síndromes de carência de ferro. ver artigo http://www.aprh.pt/congressoagua98/files/com/055.pdf
Muitas pessoas abastecem-se da água desta fonte.

## Importância Histórica
Além da sua importante fonte medicinal, ela é uma construção arquitetônica notável, sendo uma das primeiras obras do arquiteto Carlos Amarante, muito conhecido pela região.
Além disso, ela é muito visitada historicamente, e marca positivamente a região de Braga.